# 礦物質超女
《礦物質超女》（たま◇なま）是冬樹忍撰寫，魚插畫的輕小說作品。第一回Novel JAPAN大獎（Hobby Japan主辦）大賞得獎作品（原名為「生物因何不死？」）。中文版由東立出版社出版。

## 劇情簡介
冰見透在高中開學當天，父母和妹妹突然死亡，因而轉學到神奈川縣的高中。但在新學校開學典禮結束回到家後，等著他的卻是少女姿態的外星生命體。此外星生命體開口的第一句話便是：
「你這傢伙做我的僕人吧。」
然後便將透全身加以改造，並強迫他協助製造作為外星生命體的繼承者的下一代……

## 登場人物
冰見 透（ひみ とおる）
神奈川縣十葉市立高中的二年級學生。一年前，在入學考試及格的御頃大學開學典禮當天雙親和妹妹車禍身亡，因而轉學到十葉市立高中。在老家的透天房屋獨居，開學典禮當天被外星生命體改造，並強迫他幫忙製造下一代。
紅 由宇（くれない ゆう）
突然出在透家中的外星生命體。真實身分是礦物之一，平時為人類少女的姿態。種族中並沒有個體辨識概念，被透命名為「紅 由宇」。
因為自己的種族瀕臨滅亡，為了得到僕人與製造下一代而強制改造透的身體，為了殲滅混入地球人中的敵人而每天不斷進行情報蒐集。
不破 燈璃（ふわ あかり）
透的同班同學，擔任班長的少女。喜歡照顧人，經常關照轉學生的透。
卑口 隆志（ひぐち たかし）
19歲，一年前撞死透的雙親和妹妹，但因為未成年而沒有入獄。在圖書館偶然遇到透，完全沒有反省的樣子。

## 出版一覽

### 日文版
| 1. 生物は、何故死なない? 2. あなたは、死にますか? 3. 生きている、理由 4. ほしいものは何ですか? 5. こわいものはありますか? 6. 生きている、日々 7. キミは、何故生きている? | 2007年7月1日初版 2007年10月1日初版 2008年1月1日初版 2008年4月1日初版 2008年7月1日初版 2008年10月1日初版 2009年2月1日初版 | ISBN 9784894255708 ISBN 9784894256088 ISBN 9784894256507 ISBN 9784894256880 ISBN 9784894257320 ISBN 9784894257665 ISBN 9784894258198 |

### 中文版
| 1. 生物因何不死？ 2. 你會死嗎？ 3. 物種存活的理由 4. 所欲為何？ 5. 所懼為何？ 6. 活著的每一天 7. 你為什麼活著？ | 2007年8月9日初版 2008年4月24日初版 2008年7月24日初版 2008年9月24日初版 2009年1月22日初版 2009年3月12日初版 2009年6月25日初版 | ISBN 9789861003801 ISBN 9789861014616 ISBN 9789861021188 ISBN 9789861025223 ISBN 9789861030364 ISBN 9789861032160 ISBN 9789861038735 |

## 外部連結
- Hobby Japan‧HJ文庫 （页面存档备份，存于）